# Greger Lewenhaupt
Johan Greger Knutsson Lewenhaupt, född 16 december 1920 i Oscars församling, Stockholm, död 3 augusti 2008 i Oscars församling, Stockholm, var en svensk greve, ryttare, militär och direktör.

## Biografi
Greger Lewenhaupt började sin karriär som officer i kavalleriet 1943 där han fick ryttmästares avsked 1952. 1948 representerade han Sverige i olympiska sommarspelen 1948. Vid OS 1956 ansvarade han för hoppningsbanorna som hölls på Stockholms stadion.
Lewenhaupt blev 1952 anställd vid Svenska BP. Han avancerade sig upp först som försäljningsdirektör 1961, vice verkställande direktör 1963 och slutligen verkställande direktör 1967. Lewenhaupt var därefter styrelseordförande i bolaget 1977–1979. Han innehöll även positioner som vd för Duni-France i Paris samt styrelseordförande för Lionhead Inc. i USA.

## Familj
Greger Lewenhaupt tillhörde den grevliga ätten Lewenhaupt nr 2. Han var son till kammarherren greve Knut Lewenhaupt och friherrinnan Elisabeth Beck-Friis. Han var farbror till affärsmannen greve Carl Adam Lewenhaupt. Lewenhaupt var gift först från 1944 med Marianne Francke, med vilken han fick fyra barn, och från 1971 med Iréne Folin, med vilken han fick en son.
Greger Lewenhaupt är gravsatt på Irsta kyrkogård.

## Utmärkelser
- Konung Gustaf V:s jubileumsminnestecken II, 16 juni 1948.[3]
- Ryttarolympiadens 1956 förtjänsttecken i guld, 1956.[4]